# Нинтеданиб
Нинтеданиб — антифибротический препарат для специфической патогенетической терапии идиопатического легочного фиброза (ИЛФ) и некоторых видов немелкоклеточного рака легкого (НМРЛ). Относится к внутриклеточным ингибиторам тирозинкиназ, воздействующих на рецепторы нескольких факторов роста, в том числе фактора роста сосудистого эндотелия (VEGFR-1, VEGFR-2 и VEGFR-3), фактора роста фибробластов (FGFR-1, FGFR-2 и FGFR-3) и фактора роста тромбоцитов (PDGRF-α и PDGRF-β), которые играют важную роль в патогенезе идиопатического легочного фиброза и НМРЛ.

## Фармакологическое действие
Нинтеданиб является тройным ингибитором ангиокиназы, он блокирует рецепторы фактора роста эндотелия сосудов 1–3 (VEGFR 1–3), рецепторы тромбоцитарного фактора роста α и β (PDGFR α и β) и рецепторы фактора роста фибробластов 1–3 (FGFR 1–3), через которые реализуется активность киназы. Вещество конкурентно взаимодействует с АТФ-связывающим участком этих рецепторов и блокирует внутриклеточную передачу сигналов, которая важна для пролиферации и выживания эндотелиальных, а также периваскулярных клеток (перицитов и гладкомышечных клеток сосудов), для пролиферации, миграции и трансформации фибробластов, представляющих основные патологические механизмы ИЛФ. Кроме того, ингибируются киназы Flt–3, Lck и Src.

## Фармакокинетика
После приема нинтеданиб быстро абсорбируется из желудочно-кишечного тракта (ЖКТ) и его максимальные концентрации в плазме крови достигаются приблизительно через 2–4 часа. Стабильные концентрации препарата достигаются в среднем через 1 нед. терапии. Нинтеданиб первично метаболизируется путем гидролитического расщепления, за которым следует глюкуронидация (добавление глюкуроновой кислоты к субстрату). Основной путь элиминации нинтеданиба — желчно-фекальная экскреция, период полувыведения составляет около 10–15 часов. Нинтеданиб является субстратом для P-гликопротеина и в меньшей степени — для цитохрома CYP3A4.

## Показания
Местнораспространенный, метастатический или рецидивирующий немелкоклеточный рак легкого (аденокарцинома) после химиотерапии первой линии в комбинации с доцетакселом. Для лечения и замедления прогрессирования идиопатического легочного фиброза.

## Противопоказания
- Гиперчувствительность к нинтеданибу,
- Беременность и период грудного вскармливания,
- Нарушения функции печени средней и тяжелой степени тяжести (опыт применения отсутствует),
- Тяжелые нарушения функции почек (Cl креатинина < 30 мл/мин) (опыт применения отсутствует),
- Активные метастазы в головной мозг (опыт применения отсутствует),
- Возраст младше 18 лет (опыт применения отсутствует).

## Побочные эффекты

### Немелкоклеточный рак легкого
Наиболее часто сообщавшимися нежелательными реакциями, считавшимися связанными с применением нинтеданиба, были диарея, повышение активности ферментов печени (AЛT и ACT) и рвота.
Инфекции и инвазии: абсцесс и сепсис (часто).
Со стороны крови и лимфатической системы: очень часто — нейтропения с возможным риском инфекционных осложнений (пневмония), часто — фебрильная нейтропения, лейкопения.
Метаболические нарушения и нарушения питания: очень часто — снижение аппетита, нарушение электролитного баланса, включая гипокалиемию; часто — обезвоживание.
Со стороны нервной системы: очень часто — периферическая нейропатия, астения.
Со стороны сосудов: очень часто — кровотечения; часто — повышение АД, тромбоэмболия, артериальная тромбоэмболия.
Со стороны ЖКТ: очень часто — диарея, рвота, тошнота, боль в животе, мукозит, включая стоматит; нечасто — перфорации ЖКТ.
Со стороны гепатобилиарной системы: очень часто — повышение активности ACT, AЛT, повышение активности ЩФ; часто — повышение концентрации билирубина.
Со стороны почек: почечная недостаточность.
Со стороны дыхательной системы: интерстициальная болезнь легких, одышка.

### Идиопатический легочный фиброз
Наиболее часто сообщавшимися нежелательными реакциями, связанными с применением нинтеданиба, были диарея, тошнота и рвота, боль в области живота, снижение аппетита, снижение массы тела и повышение уровня ферментов печени.
Метаболические нарушения и нарушения питания: часто — снижение аппетита, снижение массы тела.
Со стороны сосудов: нечасто — повышение АД.
Со стороны ЖКТ: очень часто — диарея, тошнота, боль в области живота; часто — рвота.
Со стороны гепатобилиарной системы: очень часто — повышение уровня печеночных ферментов; часто — повышение активности АЛТ, ACT, повышение активности ГГТ; нечасто — повышение активности ЩФ, повышение концентрации билирубина.

## Исследования вещества
Терапия больных ИЛФ нинтеданибом оценивалась в 3 рандомизированных контролируемых исследованиях. Целью I исследования TOMORROW (II фаза) было изучение эффективности и безопасности, в котором 4 разные дозы препарата (50, 100, 150 и 150 мг 2 раза в сутки) сравнивали с плацебо. Не было получено различий в летальности между этими группами. Процент больных со снижением ФЖЕЛ более чем на 10 % за 12 мес наблюдения был ниже в группе с самой высокой дозой нинтеданиба 150 мг 2 раза в сутки  (р=0,004), при других дозах не отличался по сравнению с плацебо. Больные, получавшие нинтеданиб в любой дозе, переносили меньше обострений ИЛФ (hazard ratio 0,16; 95 % ДИ 0,04–0,70).
Исследования INPULSIS-1 и INPULSIS-2 представляли собой 2 зеркальных рандомизированных контролируемых исследования III фазы с участием в общей сложности 1066 больных, которые в соотношении 3:2 получали 150 мг нинтеданиба 2 раза в день или плацебо. В исследование также включались пациенты с проявлениями эмфиземы по КТВР и отношением объема форсированного выдоха за 1 с/ФЖЕЛ ≥ 0,7 и пациенты с возможной ОИП (без «сотового легкого») и без морфологического подтверждения. Длительность наблюдения в обоих исследованиях составила 52 недели. На фоне лечения за период исследования у меньшего числа больных произошло абсолютное снижение ФЖЕЛ более чем на 10 % (относительный риск (RR) 1,16; 95 % ДИ 1,06–1,27). Кроме того, корректированная среднегодовая скорость снижения ФЖЕЛ в группе нинтеданиба составила 114,7 мл, а в группе плацебо 239,9 мл (разница 125,2 мл, 95 % ДИ 77,7–172,8) (RR 1,07; 95 % ДИ 1,03–1,11). По объединенным данным исследований INPULSIS-1 и 2, замедление падения ФЖЕЛ составило 50 % 109,9 мл/год (95 % доверительный интервал CI: 75,9, 144,0) (p < 0,0001).
В исследованиях INPULSIS не было выявлено различий по способности нинтеданиба замедлять падение показателя ФЖЕЛ между пациентами с классическим ИЛФ и возможным ИЛФ (т.е. у больных с возможным паттерном ОИП с тракционными бронхоэктазами, но без признаков «сотового легкого» по данным ВРКТ и без хирургической биопсии легких).
Подгрупповые анализы обобщенных данных исследований INPULSIS продемонстрировали постоянство эффекта нинтеданиба при ИЛФ, который не зависел от пола, возраста (< 65 или ≥ 65 лет), расы (белые vs европеоиды или монголоиды) пациентов, степени сохранности функции легких (при исходных значениях ФЖЕЛ ≤ 70 % vs > 70 %; ≤ 80 % vs > 80 % ≤ 90 % vs > 90 %), DLCO (≤ 40 % vs > 40 %); использования антирефлюксной терапии или системных ГКС.
В подгрупповом post-hoc анализе объединенных данных исследований INPULSIS 1 и 2 было показано, что объем ФЖЕЛ, теряемой пациентами с идиопатическим легочным фиброзом ежегодно, был примерно одинаков как у пациентов с более сохранной (ФЖЕЛ > 90 % от должного), так и у пациентов с более выраженными (ФЖЕЛ ≤ 90 % от должного нарушениями легочной функции (-224,6 мл/год и -223,6 мл/год, соответственно). При этом, нинтеданиб продемонстрировал замедление ежегодного снижения ФЖЕЛ вне зависимости от исходной степени выраженности нарушений легких, показав сопоставимый между группами профиль безопасности, что может служить поддержкой идеи в пользу более раннего начала терапии у пациентов с сохранной функцией легких.
По данным суммарного анализа всех трех исследований, было сделано заключение о том, что терапия нинтеданибом снижает риск обострений на 47 % (ОР 0,53; 95 % ДИ 0,34–0,83) и риск смерти от всех причин на 30 % (ОР 0,70, 95 % ДИ 0,46–1,08), на 38 % (ОР 0,62; 95 % ДИ 0,37–1,06); риск смерти от респираторных причин и риск смерти во время терапии на 43 % (ОР 0,57, 95 % ДИ 0,34–0,97; p=0,0274) соответственно. Также было продемонстрированно снижение смертности у пациентов, которые принимали нинтеданиб, после перенесенного обострения или предполагаемого обострения, в сравнение с пациентами из группы плацебо.
В опубликованном мета-анализе исследований трех препаратов, применяемых для лечения ИЛФ (пирфенидона, нинтеданиба и N-ацетилцистеина) было продемонстрировано, что нинтеданиб достоверно снижал как летальные исходы в целом, так и летальные исходы, обусловленные респираторными причинами. Кроме того, нинтеданиб достоверно снижал риск обострений. В данный мета-анализ вошло десять научных статей, зарегистрированных в PROSPERO, 3847 пациентов с ИЛФ (из которых 2254 получали активное лечение и 1593 принимали плацебо), учитывались исследования с продолжительностью минимум  от 6 месяцев.
В настоящее время результаты открытого продолжения исследований INPULSIS 1 и 2 – INPULSIS-ON показали сохранение эффекта от терапии в длительном периоде применения (более 4 лет), при этом профиль безопасности нинтеданиба оставался таким же как в исследовании INPULSIS, и не было выявлено каких-либо новых сообщений о проблемах с безопасностью препарата.